# Veine iliaque interne
 (juillet 2018).
Les veines iliaques internes (ou veines hypogastriques) sont des veines drainant essentiellement le pelvis. Elles s'unissent avec les veines iliaques externes pour former les veines iliaques communes.
Elles longent les artères iliaques internes.
Elle reçoit le sang des:
- veine ombilicale
- veines glutéales supérieures et inférieures, veine pudendale interne, veines obturatrices
- veines sacrales latérales
- veine rectale moyenne et veine vésicale
- veine utérine et veine vaginale pour la femme[1]